# Charles Gordon-Lennox, X duca di Richmond
Charles Henry Gordon-Lennox, X duca di Richmond, Lennox e Aubigny e V duca di Gordon (Londra, 19 settembre 1929 – 1º settembre 2017), designato Lord Settrington fino al 1935 e Conte di March e Kinrara tra il 1935 e il 1989, è stato un pari britannico.

## Biografia

### Giovinezza ed educazione

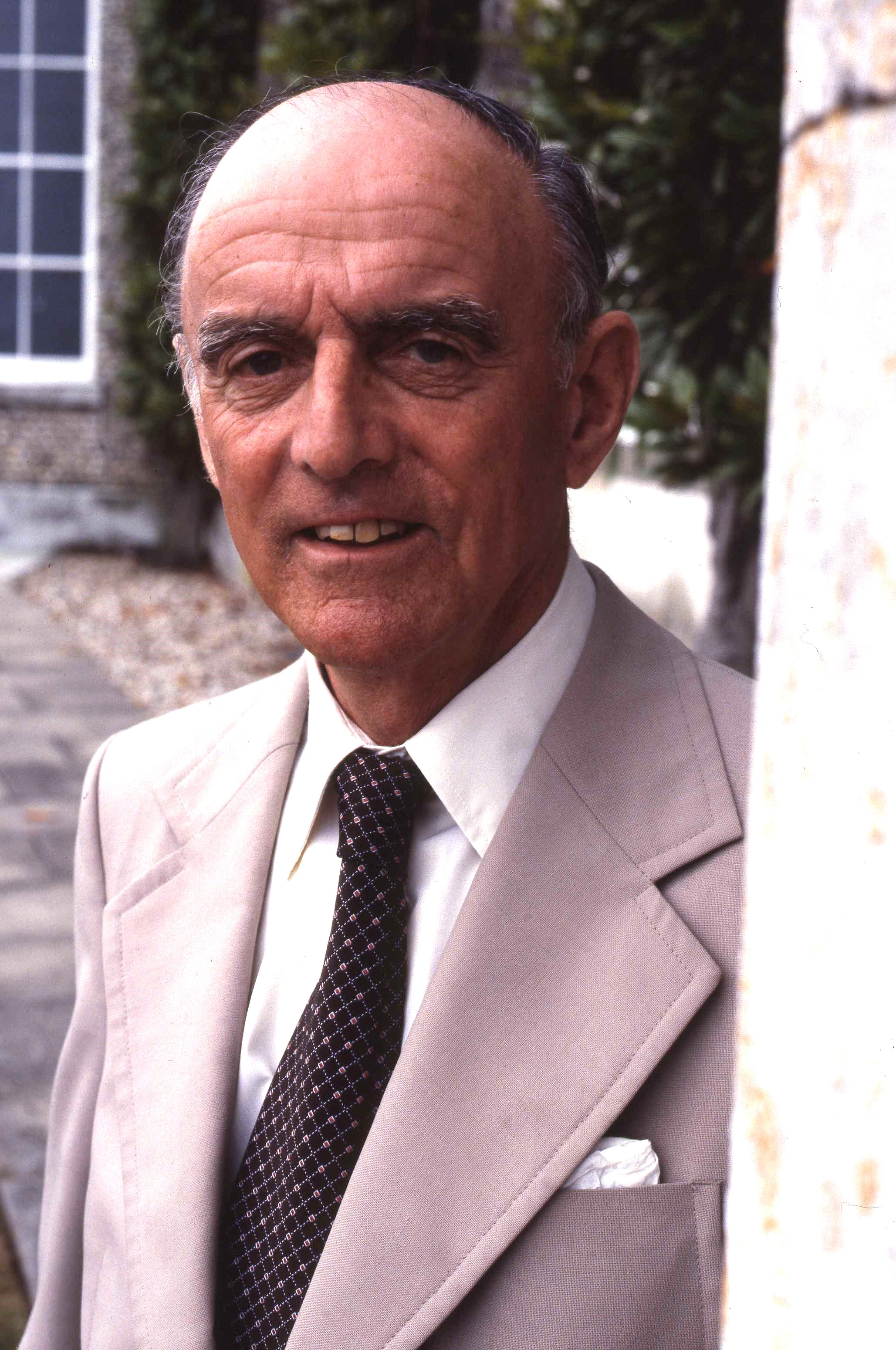
Frederick Gordon-Lennox, IX duca di Richmond fotografato da Allan Warren

Figlio di Frederick Gordon-Lennox, IX duca di Richmond, successe al titolo nel 1989. Fu educato ad Eton e al William Temple College, ed è stato sottotenente nei 60th Rifles dal 1949 al 1950. Era un dottore commercialista. 

### Matrimonio

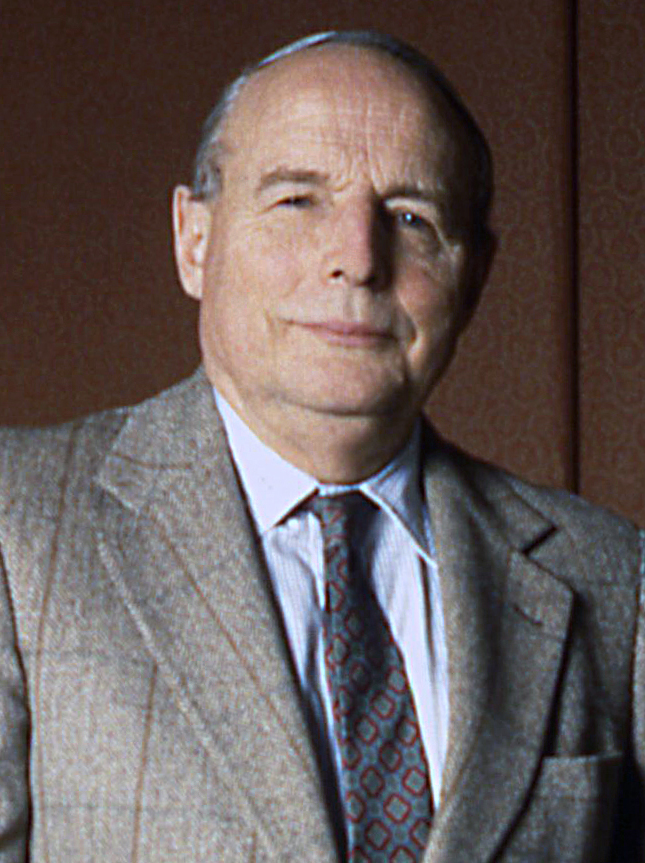
Lord Charles in un ritratto fotografico di Allan Warren

L'allora Conte di March sposò nel 1951 Susan Monica Grenville-Grey (n. 1932), figlia del Colonnello Cecil Everard Montague Grenville-Grey. Hanno avuto tre figli.

### Carriera politica

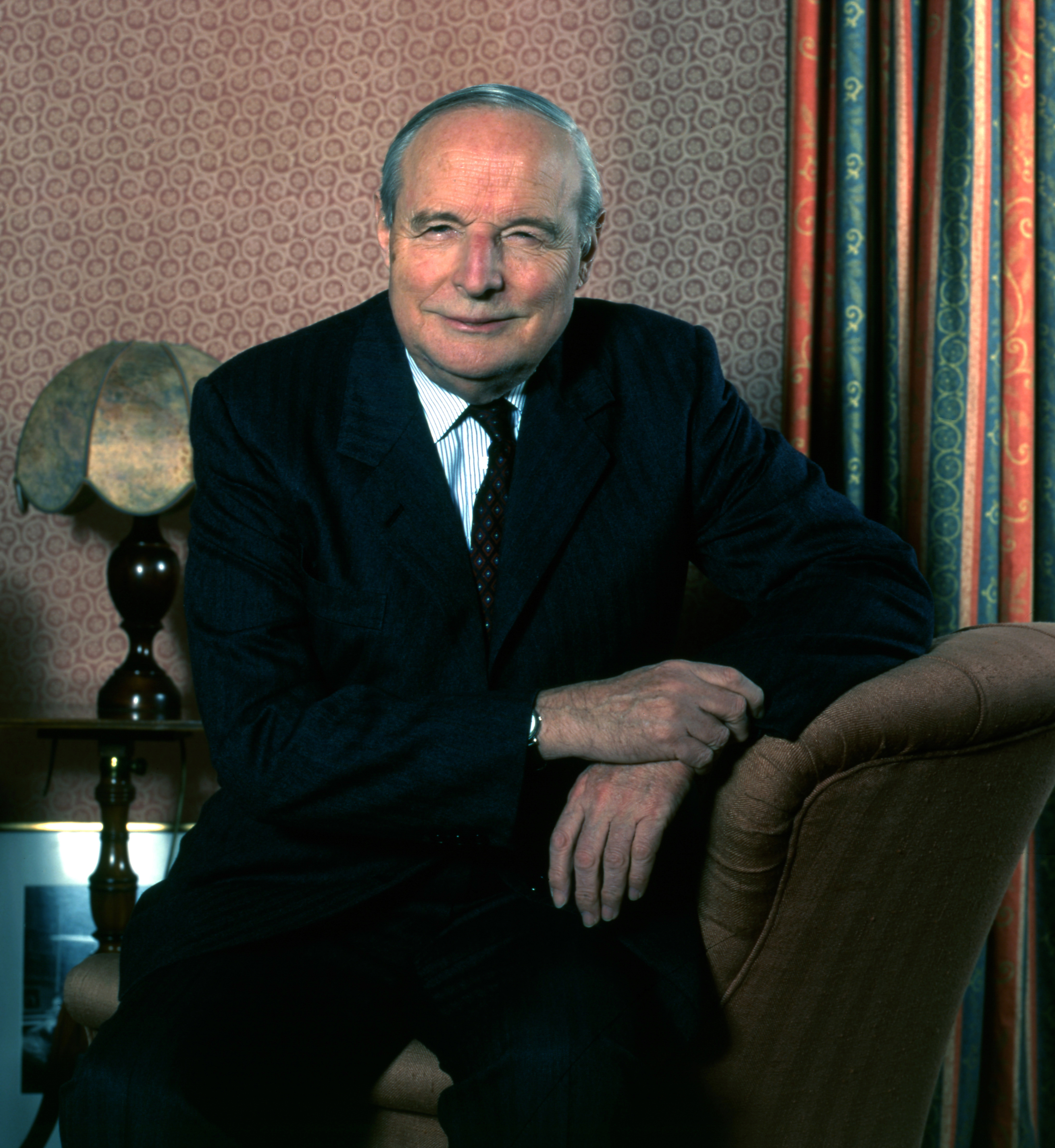
Charles Gordon-Lennox, X duca di Richmond, Lennox e Gordon
Allan Warren, 1990

Richmond ha ricoperto una serie di nomine civiche, d'affari e ecclesiastiche, tra cui il cancelliere dell'Università del Sussex dal 1985 al 1998, e Church Commissioner dal 1963 al 1976; membro del General Synod della Chiesa anglicana dal 1960 al 1980 e negli e organismi del Consiglio Ecumenico delle Chiese. È stato Deputy Lieutenant del West Sussex dal 1975 fino al 1990, e Lord luogotenente dal 1990 al 1994. 

### Morte

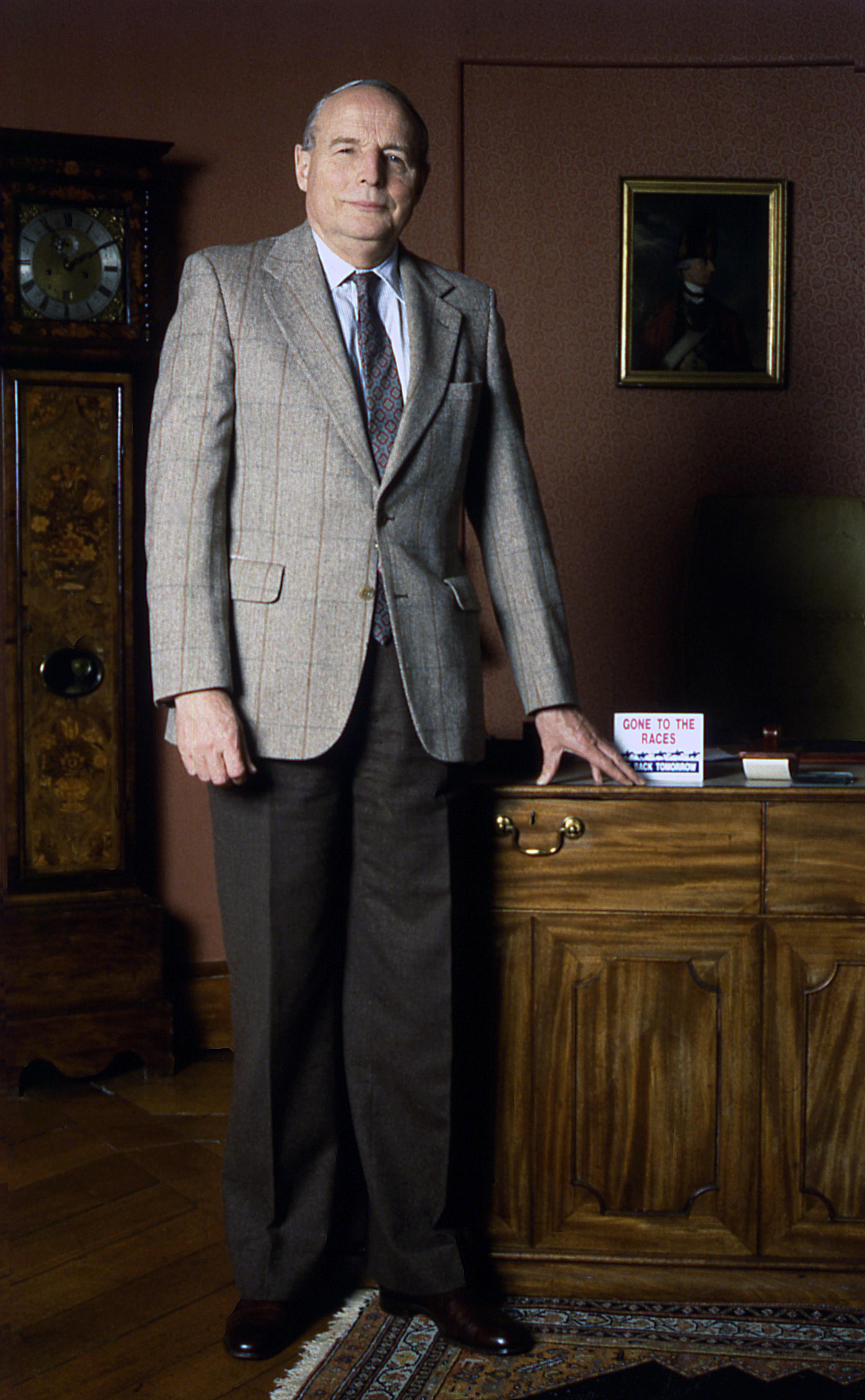
Il Duca nel suo studio a Goodwood House

Il Duca morì il 1 settembre 2017.

## Discendenza
Dal matrimonio tra Lord Charles e Susan Monica Grenville-Grey è nato:
- Lady Ellinor Caroline Gordon-Lennox (28 luglio 1952);
- Charles Gordon-Lennox, XI duca di Richmond, (8 gennaio 1955-in vita). È succeduto al padre al titolo ducale nel 2017;
- Lady Louisa Elizabeth Gordon-Lennox (14 marzo 1967), ha sposato Benjamin "Ben" Collings il 1º novembre 1997, ma in seguito hanno divorziato. Hanno discendenza.

Inoltre, il Duca e la Duchessa hanno adottato due bambine mulatte, riversando su di loro molta attenzione da parte della stampa per il fatto che erano anni in cui l'immigrazione era vista di cattivo occhio. Queste due bambine sono:
- Lady Maria Gordon-Lennox (1959), ha sposato il signor Handy. Hanno avuto discendenza;
- Lady Naomi Gordon-Lennox (1962), ha sposato Gavin Burke nel 1999, per poi divorziare. Hanno avuto tre figli.

## Ascendenza
|                                                 |                   |                               | Genitori                     |  |  | Nonni |  |  | Bisnonni                                       |  |  | Trisnonni                                      |  |
|                                                 |                   |                               |                              |  |  |       |  |  | 8. Charles Gordon-Lennox, VII duca di Richmond |  |  | 16. Charles Gordon-Lennox, VI duca di Richmond |  |
|                                                 |                   |                               |                              |  |  |       |  |  | 8. Charles Gordon-Lennox, VII duca di Richmond |  |  | 16. Charles Gordon-Lennox, VI duca di Richmond |  |
|                                                 |                   | 17. Frances Harriett Greville |                              |  |  |       |  |  | 8. Charles Gordon-Lennox, VII duca di Richmond |  |  |                                                |  |
| 4. Charles Gordon-Lennox, VIII duca di Richmond |                   |                               |                              |  |  |       |  |  | 8. Charles Gordon-Lennox, VII duca di Richmond |  |  |                                                |  |
|                                                 |                   | 9. Amy Mary Ricardo           | 18. Percy Ricardo            |  |  |       |  |  |                                                |  |  |                                                |  |
|                                                 |                   | 9. Amy Mary Ricardo           | 18. Percy Ricardo            |  |  |       |  |  |                                                |  |  |                                                |  |
|                                                 |                   | 9. Amy Mary Ricardo           | 19. Matilda Mawdsley Hensley |  |  |       |  |  |                                                |  |  |                                                |  |
| 2. Frederick Gordon-Lennox, IX duca di Richmond |                   | 9. Amy Mary Ricardo           |                              |  |  |       |  |  |                                                |  |  |                                                |  |
|                                                 |                   | 10. Henry Brassey             | 20. Thomas Brassey           |  |  |       |  |  |                                                |  |  |                                                |  |
|                                                 |                   | 10. Henry Brassey             | 20. Thomas Brassey           |  |  |       |  |  |                                                |  |  |                                                |  |
|                                                 |                   | 10. Henry Brassey             | 21. Mary Farringdon Harrison |  |  |       |  |  |                                                |  |  |                                                |  |
| 5. Hilda Madeline Brassey                       |                   | 10. Henry Brassey             |                              |  |  |       |  |  |                                                |  |  |                                                |  |
|                                                 |                   | 11. Anna Harriet Stevenson    | 22. George Robert Stevenson  |  |  |       |  |  |                                                |  |  |                                                |  |
|                                                 |                   | 11. Anna Harriet Stevenson    | 22. George Robert Stevenson  |  |  |       |  |  |                                                |  |  |                                                |  |
|                                                 |                   | 11. Anna Harriet Stevenson    | 23. Anna Maria Denham Cookes |  |  |       |  |  |                                                |  |  |                                                |  |
| 1. Charles Gordon-Lennox, X duca di Richmond    |                   | 11. Anna Harriet Stevenson    |                              |  |  |       |  |  |                                                |  |  |                                                |  |
|                                                 | 12. Robert Hudson | …                             |                              |  |  |       |  |  |                                                |  |  |                                                |  |
|                                                 | 12. Robert Hudson | …                             |                              |  |  |       |  |  |                                                |  |  |                                                |  |
|                                                 | 12. Robert Hudson | …                             |                              |  |  |       |  |  |                                                |  |  |                                                |  |
| 6. Thomas William Hudson                        | 12. Robert Hudson |                               |                              |  |  |       |  |  |                                                |  |  |                                                |  |
|                                                 |                   | 13. Caroline Blomfield        | …                            |  |  |       |  |  |                                                |  |  |                                                |  |
|                                                 |                   | 13. Caroline Blomfield        | …                            |  |  |       |  |  |                                                |  |  |                                                |  |
|                                                 |                   | 13. Caroline Blomfield        | …                            |  |  |       |  |  |                                                |  |  |                                                |  |
| 3. Elizabeth Grace Hudson                       |                   | 13. Caroline Blomfield        |                              |  |  |       |  |  |                                                |  |  |                                                |  |
|                                                 |                   | 14. Charles Matheson          | …                            |  |  |       |  |  |                                                |  |  |                                                |  |
|                                                 |                   | 14. Charles Matheson          | …                            |  |  |       |  |  |                                                |  |  |                                                |  |
|                                                 |                   | 14. Charles Matheson          | …                            |  |  |       |  |  |                                                |  |  |                                                |  |
| 7. Alethea Mary Matheson                        |                   | 14. Charles Matheson          |                              |  |  |       |  |  |                                                |  |  |                                                |  |
|                                                 |                   | 15. Alethea Hayter            | …                            |  |  |       |  |  |                                                |  |  |                                                |  |
|                                                 |                   | 15. Alethea Hayter            | …                            |  |  |       |  |  |                                                |  |  |                                                |  |
|                                                 |                   | 15. Alethea Hayter            | …                            |  |  |       |  |  |                                                |  |  |                                                |  |
|                                                 |                   | 15. Alethea Hayter            |                              |  |  |       |  |  |                                                |  |  |                                                |  |

## Titoli e trattamento
- 1929 - 1935: Lord Settrington
- 1935 - 1989: Il Conte di March e Kinrara
- 1989 - 2017: Sua Grazia, il Duca di Richmond, Lennox e Gordon